# União das Freguesias de Ferreiros e Gondizalves
Die União das Freguesias de Ferreiros e Gondizalves ist eine portugiesische Gemeinde (Freguesia) im Kreis (Concelho) Braga, Distrikt Braga, im Nordwesten Portugals.

## Geschichte
Die Gemeinde entstand im Zuge der Gebietsreform vom 29. September 2013 durch die Zusammenlegung der ehemaligen Gemeinden Ferreiros und Gondizalves.
Braga wurde Sitz der neuen Verwaltung.

## Demographie

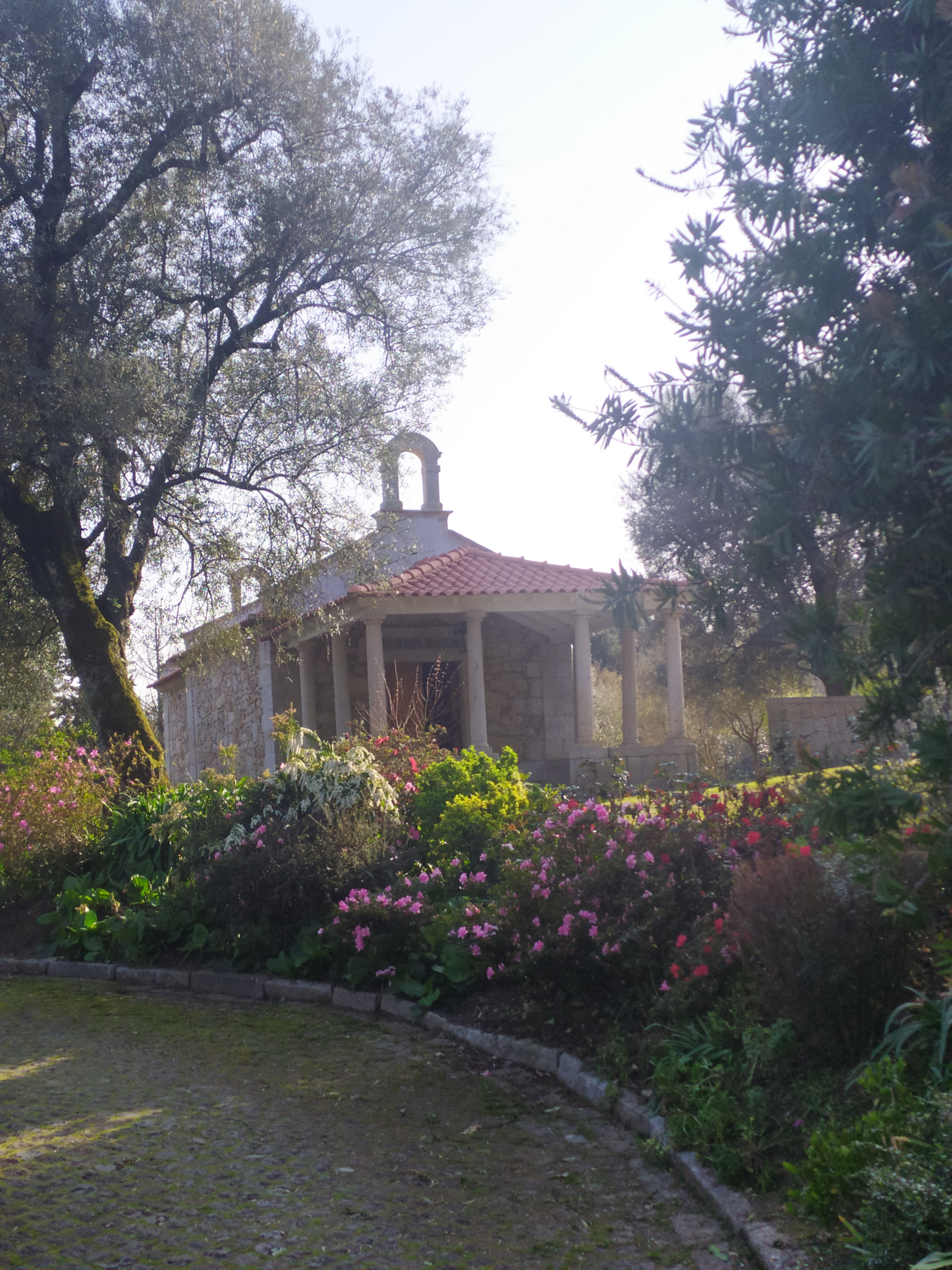
Kapelle Nossa Senhora da Esperança in Gondizalves

| Freguesia | Freguesia               | Freguesia | Freguesia       | ehemalige Freguesias | ehemalige Freguesias | ehemalige Freguesias | ehemalige Freguesias |
| --------- | ----------------------- | --------- | --------------- | -------------------- | -------------------- | -------------------- | -------------------- |
| Wappen    | Freguesia               | Einwohner | Fläche in (km²) | Wappen               | Freguesia            | Einwohner            | Fläche in (km²)      |
|           | Ferreiros e Gondizalves | 9976      | 4,26            |                      | Ferreiros            | 7748                 | 2,58                 |
|           | Ferreiros e Gondizalves | 9976      | 4,26            | Gondizalves          | 1441                 | 1,68                 |                      |